# Èze
Èze (in italiano Eza; in occitano Esa; dal latino Isia) è un comune francese di 2 225 abitanti situato nel dipartimento delle Alpi Marittime della regione della Provenza-Alpi-Costa Azzurra.

## Geografia fisica
Il comune di Èze s'estende su un territorio scosceso, che va dal bordo del mare, dove una frazione forma "Èze-sur-Mer" (Eza sul Mare), toponimo che riprende il nome della stazione ferroviaria locale, mentre la segnaletica stradale indica "Èze-Bord-de-Mer" (letteralmente Eza in riva al mare), fino al culmine dirupato, dove vecchie case pittoresche e medievali formano Èze-Village (Eza-paese).
Il quartiere di Saint-Laurent-d'Èze (San Lorenzo d'Eza) congiunge la riva del mare al centro storico del villaggio dove, dopo gl'incendi dolosi e terribili degli anni 1980, molti abitanti del luogo fecero costruire le loro ville.
Il Col d'Èze (Col d'Eza) è situato in prossimità dell'omonimo comune.

## Storia

### Antichità
Come il resto del litorale delle Alpi Marittime, il territorio del comune di Èze è occupato sin dai tempi antichi.
Il monumento più rimarchevole è quello del Monte Bastida (Mont-Bastide) che sovrasta Beaulieu-sur-Mer e la baia di San Giovanni, su uno sperone roccioso che costeggia la Cornice Grande (Grande Corniche).
La tradizione locale, fondata sulle elucubrazioni degli eruditi del XIX secolo e inizio del XX, ne fece una fondazione fenicia, un palazzo miceneo o un oppidum ligure risalente alla prima Età del ferro.
Le ricerche recenti hanno permesso di mettere in luce un grosso borgo agricolo protetto da una solida cinta muraria, la cui organizzazione urbana è molto chiusa. Grandi abitazioni in pietra secca che sostengono un piano, s'organizzano attorno a una grande via che attraversa il villaggio da una parte all'altra. Il piano terra (pianterreno) di ogni casa ricovera strutture o impianti di pressaggio, destinate alla produzione domestica del vino o dell'olio d'oliva.
Le tracce d'occupazione più antiche rimontano al I secolo a.C., ma il periodo più forte d'attività si situa tra l'epoca d'Augusto e quella dei Flavi.
Il territorio ha fatto da sempre parte della Liguria sotto l'Impero Romano, nel Regno longobardo e nel Regnum Italiae formatosi con Carlo Magno.

### Medioevo
Fra il XIII e XIV secolo fu sotto il dominio dei conti di Provenza, pur conservando una certa autonomia. Bruno Richerii, cavaliere, originario di Nizza, vicario di Hyères nel 1328, fu cosignore di Èze. Come per i Badat, il gentilizio Richerii, antico casato consolare nizzardo, sarebbe stato nobilitato nel XIII secolo, grazie alla sua ricchezza e per il favore dei Genovesi che tale famiglia supportava. Famiglio del re Roberto d'Angiò, Bruno era il figlio di Giovanni Richeri (Jean Riquier), cosignore di Èze, e di Beatrice Badat.
Nel 1333, con suo fratello Marino, possedeva una parte della signoria di Èze, mentre alcuni anni più tardi, la parte di Marino sembrava esser passata nelle mani di Bruno. Secondo A. Venturini, egli avrebbe avuto per successore suo figlio, Onorato, cosignore di Èze.
Il 24 luglio 1316, re Roberto d'Angiò domandò al siniscalco di rimettere, se vi fosse stato posto, Bonifacio Richieri, detto Bruno, figlio del defunto Giovanni Richeri (Jean Riquier) di Èze, e i suoi fratelli, nel possesso dei castelli di Mentone e di "Pepino" e di far cessare il disturbo che era loro apportato da Balianus Ventus e "consortes sui".
Il 27 maggio 1348, il fratello del sotto-vicario d'Aix nel 1325 e del vicario di Grasse dal 1340 al 1341, Giovanni, Luigi Rebuffelli fu nominato castellano d Èze. Onorato Richerii, vicario di Hyères nel 1376, succedette a Bruno e divenne cosignore di Èze.
Dopo il periodo altomedievale di appartenenza di Èze alla Provenza, il paese passa alla Contea di Savoia nel 1388, e da quel momento storico seguirà il destino del Ducato di Savoia.

### Epoca moderna
Nel 1543, Èze subisce l'offensiva della flotta ottomana di Solimano il Magnifico, alleato di re Francesco I di Francia, e durante i secoli XVII nel XVIII, durante la sua appartenenza al Regno di Sardegna, il villaggio sarà occupato e devastato più volte dall'esercito francese.
Il comune di Èze ha seguito quindi, con tutta la contea di Nizza, fin dal 1388, le vicende storiche prima della Contea di Savoia e del Ducato di Savoia, e poi dopo il Congresso di Vienna, dal 1815 al 1860, le sorti del Regno di Sardegna e Piemonte, per essere poi annesso nel 1860 alla Francia.
Fino all'inizio del XIX secolo, Èze inglobava l'allora sua frazione di Trinità che sarà denominata Trinità Vittorio, oggi La Trinité, che ne è stata distaccata dal Governo sabaudo del Regno di Sardegna nel 1818.
In epoca contemporanea Èze è stata servita, dal 1900 al 1929, da una linea della Tranvia di Nizza e del Litorale nizzardo.

### Simboli
Lo stemma del comune si blasona:
Prima di essere lo stemma del Comune, apparteneva nel XVII secolo al notaio Joseph Fighiera di Èze. Quando si trattò di scegliere l'emblema della città, Charles Alexandre Fighiera, all'epoca curatore del Museo Masséna di Nizza, propose di adottare quello del suo antenato che appariva in numerosi documenti legali del Comune. Le viti rappresentate erano in origine dei fichi d'India (Fighiera in dialetto nizzardo) che facevano riferimento alla leggenda secondo la quale Èze fu liberata dai Mori da attaccanti muniti di pale di fico in mancanza di altre armi.

## Monumenti e luoghi di interesse
È inerpicandosi per i tornanti d'oro del suo nero percorso, per riprendere i termini di Stephen Liégard, l'inventore dell'espressione Costa Azzurra, che il visitatore arriva a Èze, lasciando alla sua sinistra il Sentiero di Nietzsche. È durante l'ascensione che il filosofo compose la terza parte di Così parlò Zarathustra, motivo per cui il sentiero che unisce Èze-Village con Èze-Bord-de-Mer è a lui dedicato.
All'entrata del villaggio, la Postierla del XIV secolo, nonostante i segni del tempo e le offese saracene e francesi, sembra ancora attendere gli eventuali assalitori. Un cannone del XIV secolo protegge la prima porta ad arco pieno. Dei merli tradiscono la presenza di bertesche sul cammino di ronda, raggiungibile da una scala situata proprio dietro la seconda porta, coronata da un arco spezzato.
Per meglio scoprire Èze bisogna lasciarsi guidare dall'istinto, fidarsi degli aromi di un gelsomino per trovarsi in uno dei suoi vicoli inondati di sole, su frammenti del muro risalenti all'età del bronzo, di fronte a oggetti in ferro battuto minuziosamente lavorati ai quali si aggrappa un'indisciplinata camelia o di fronte a pitture a trompe-l'œil come le false persiane su una facciata della Via Principale.
Tra tutte le case del villaggio, quella dei Riquier in Place du Planet, si distingue per la porta ornata di bassorilievi. I Riquier, originari di Nizza, furono tra i primi signori di Èze, e il villaggio fu il loro più antico feudo fuori Nizza. La loro dominazione durò da XIII al XIV secolo. Nel 1930, uno degli ultimi proprietari di Casa Riquier ha collocato la fontana all'italiana, il cui rifornimento idrico restò per molto tempo a carico delle cisterne del villaggio. Bisognerà attendere fino al 1952 perché l'acqua arrivi alle case.
Èze accoglie altre notevoli dimore, e in particolare lo Château de la Chèvre d'Or (Castello della Capra d'Oro) e lo Château Eza, antica residenza del principe Guglielmo di Svezia dal 1923 al 1953.
I pianterreni, trasformati in boutique e in atelier di artisti, servivano un tempo da cantine per i vini, o da stalla per il bestiame. Bisogna immaginare questi vicoli percorsi dagli asini di ritorno dai campi terrazzati della vallata dell'Aighetta o di Saint-Laurent-d'Èze, carichi di fichi, di carruba, di olive e di agrumi quali i mandarini di Èze.

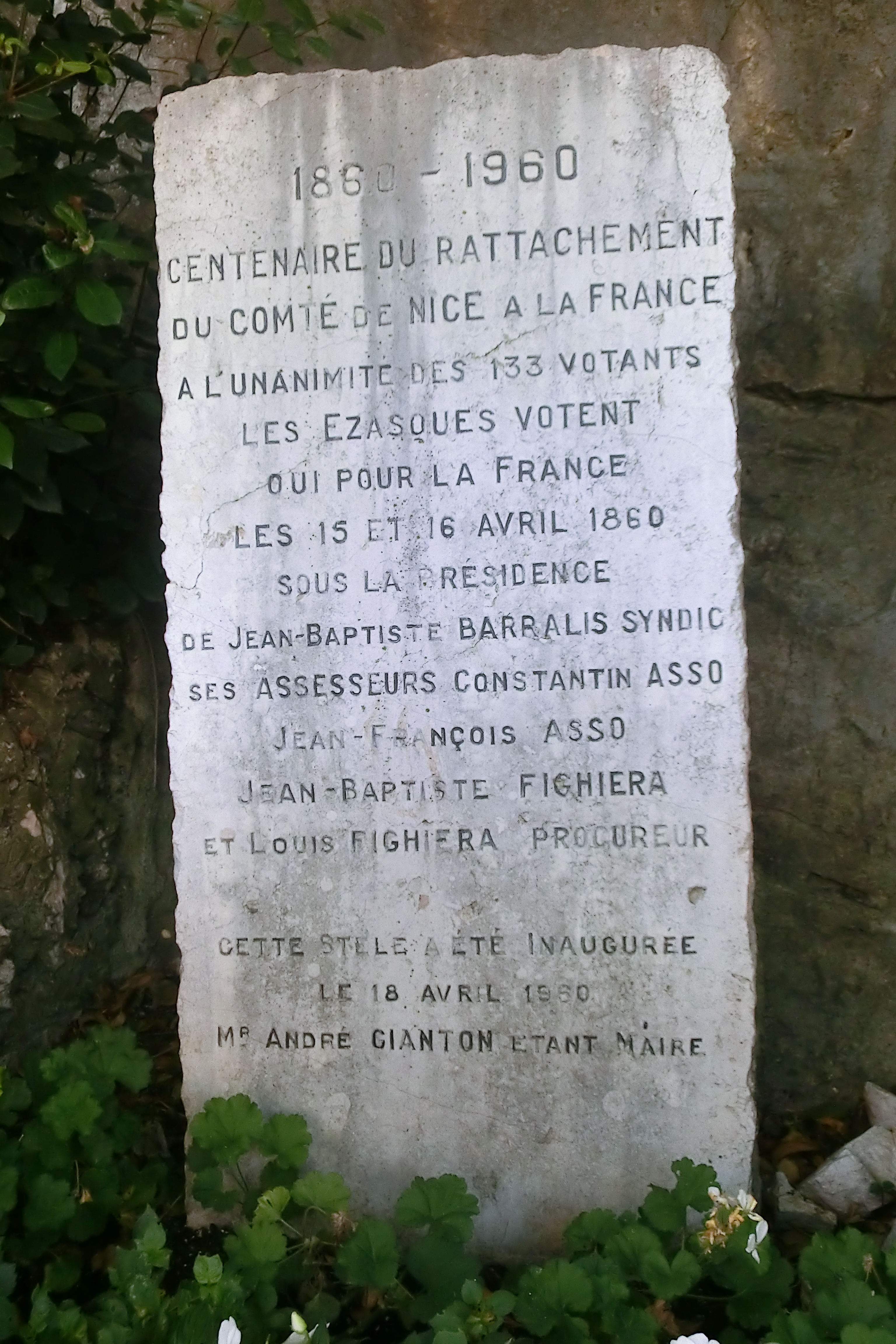
Centenario dell'unione di Èze alla Francia.

La cappella della Santa Croce, conosciuta anche con il nome di “Cappella dei Penitenti Bianchi”, datata 1306, sarebbe il più antico edificio del comune.
È là che si riunivano i membri dell'ordine laico della Confraternita dei "Penitenti Bianchi" di Èze, incaricati di portare l'assistenza del villaggio alla Provenza fino alla fine del XIV secolo. In questa cappella, tra il 15 e il 16 aprile del 1860, gli abitanti votarono l'annessione del loro villaggio alla Francia, nonostante l'esito plebiscitario sia stato messo parecchio in discussione per i numeri non corrispondenti agli abitanti del paese e per le affermazioni di Cavour, secondo cui doveva essere garantito pieno successo al referendum verso la Francia. All'interno raccoglie oggi un ricco mobilio, e in particolare un crocifisso attribuito a Ludovico Brea.
La facciata spoglia della chiesa di Nostra Signora dell'Assunzione, incominciata nel 1764 e consacrata nel 1772, contrasta con la magnificenza della navata e del coro, che si caratterizzano per gli ornamenti barocchi e le pitture trompe-l'œil (pitture che ingannano l'occhio). All'interno, una croce egiziana ricorda che Èze (in latino Isia) affonda le sue radici nei misteri della dea Iside. Secondo la tradizione i Fenici vi avrebbero eretto un tempio in suo onore. Nel piccolo cimitero, disposto sulle terrazze di fronte alla vallata dell'Aighetta, riposa dal 1974 l'attore e umorista Francis Blanche.
In vetta al villaggio, a 429 metri sul livello del mare, si può gustare uno dei panorami più eccezionali della riviera. Il profilo dei cactus e le vestigia del castello si stagliano nel cielo. Queste ultime testimoniano lo zelo con il quale i soldati di Luigi XIV smantellarono questa fortezza quasi circolare disposta su vari livelli. Il Giardino Esotico, creato nel 1949 dall'ingegnere agronomo Jean Gastaud, raggruppa un centinaio di varietà di piante. Le sue agavi, aloe, euforbie e cactus (tra i quali l'Opuntia, con le sue spine traslucide che riflettono la luce mediterranea) s'incrociano e si riproducono in mezzo a queste aride rovine che sembrano illustrare a loro modo il motto del comune: Moriendo renascor (Morendo risorgo).

### Edifici civili
- Il villaggio di Èze propone nel seno delle sue stradine e viuzze labirintiche, numerosi negozi e botteghe (boutiques) d'artigianato d'arte, ed il turismo è la principale risorsa del comune
- Forte della Revère, una struttura militare costruita tra il 1882 e il 1885 sopra il villaggio a 696 metri sopra il livello del mare
- Un castello in rovina alberga ora un giardino esotico dalla vista straordinaria, e sovrasta un cimitero dove riposano alcune personalità
- Château Balsan
- Il cammino di Nietzsche che parte dal bordo del mare, serpeggia su un pendio ripido fino al villaggio arroccato : si dice che il filosofo, alloggiando alla fine della sua vita a Nizza, malato, frequentò tale percorso, e se ne ispirò per scrivere la terza parte della sua opera Così parlò Zarathustra

### Edifici religiosi
- Chiesa di Nostra Signora dell'Assunzione (Église Notre-Dame-de-l'Assomption d'Èze), ricostruita nel XVIII secolo.
- Cappella di Santa Croce (Chapelle Sainte-Croix), antica cappella dei Penitenti Bianchi (Chapelle des Pénitents blancs), restaurata nel 1953.
- Cappella di San Lorenzo (Chapelle Saint-Laurent) dell'XI secolo, antico priorato, situato a Saint-Laurent-d'Èze.
- Cappella moderna di San Francesco (Chapelle moderne Saint-François), a Èze-sur-Mer.
- Cappella di San Giuseppe (Chapelle Saint-Joseph).

## Società

### Evoluzione demografica
Abitanti censiti

## Economia
L'economia del comune ruota essenzialmente intorno al turismo, potendo infatti beneficiare della sua invidiabile posizione sulla celebre Costa Azzurra. La località dispone quindi di diversi servizi commerciali, alberghi, ristoranti e gallerie d'arte e artigianato. Si menzionano, inoltre, l'agricoltura e l'orticoltura.

## Curiosità
Il toponimo francese è uno dei pochi toponimi dei comuni francesi ad essere palindromici assieme a Senones (Vosgi), Laval (Mayenne), Sarras (Ardèche), Noyon (Oise) e Serres (Alte Alpi).

## Galleria d'immagini

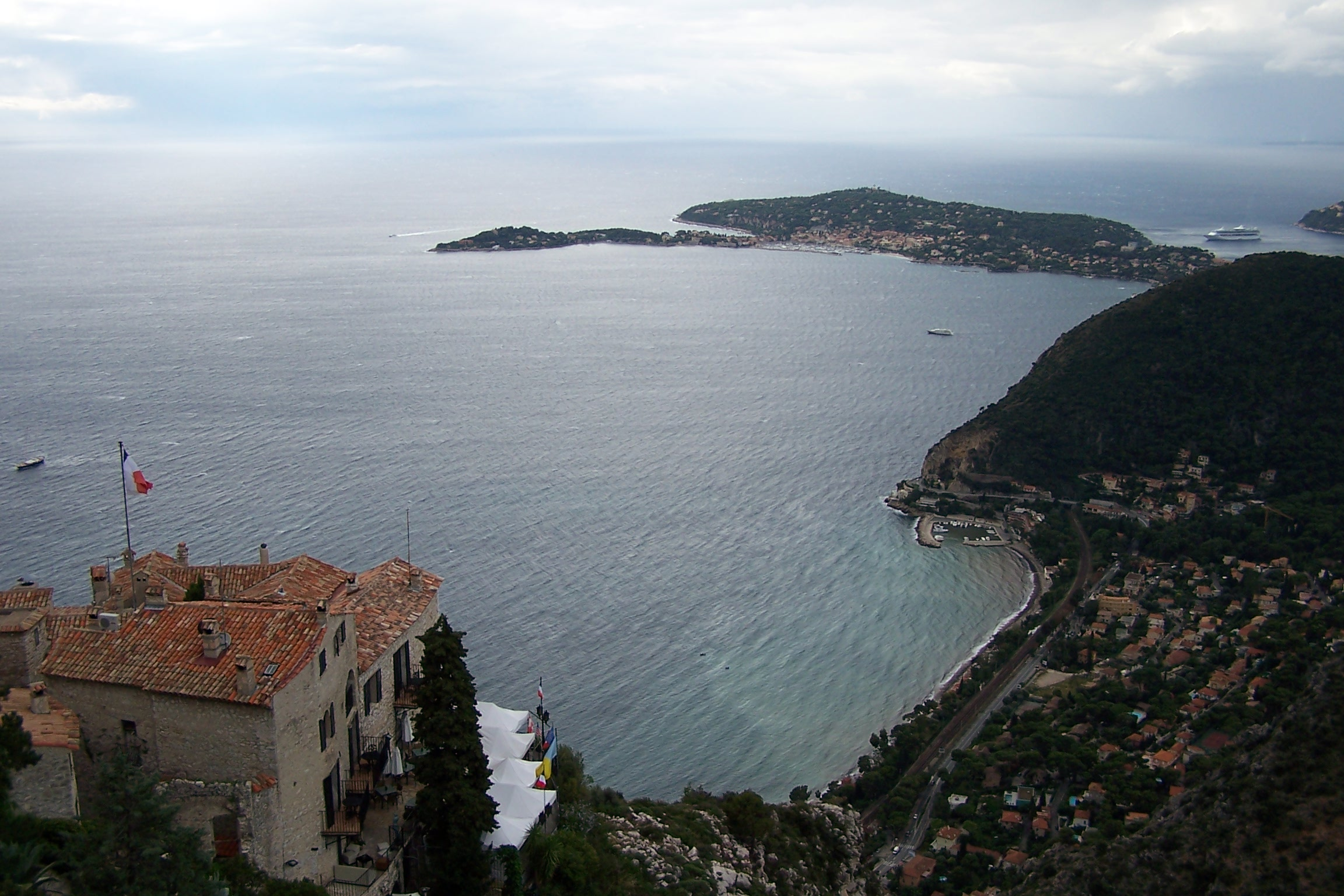
Vista da Èze a Cap-Ferrat
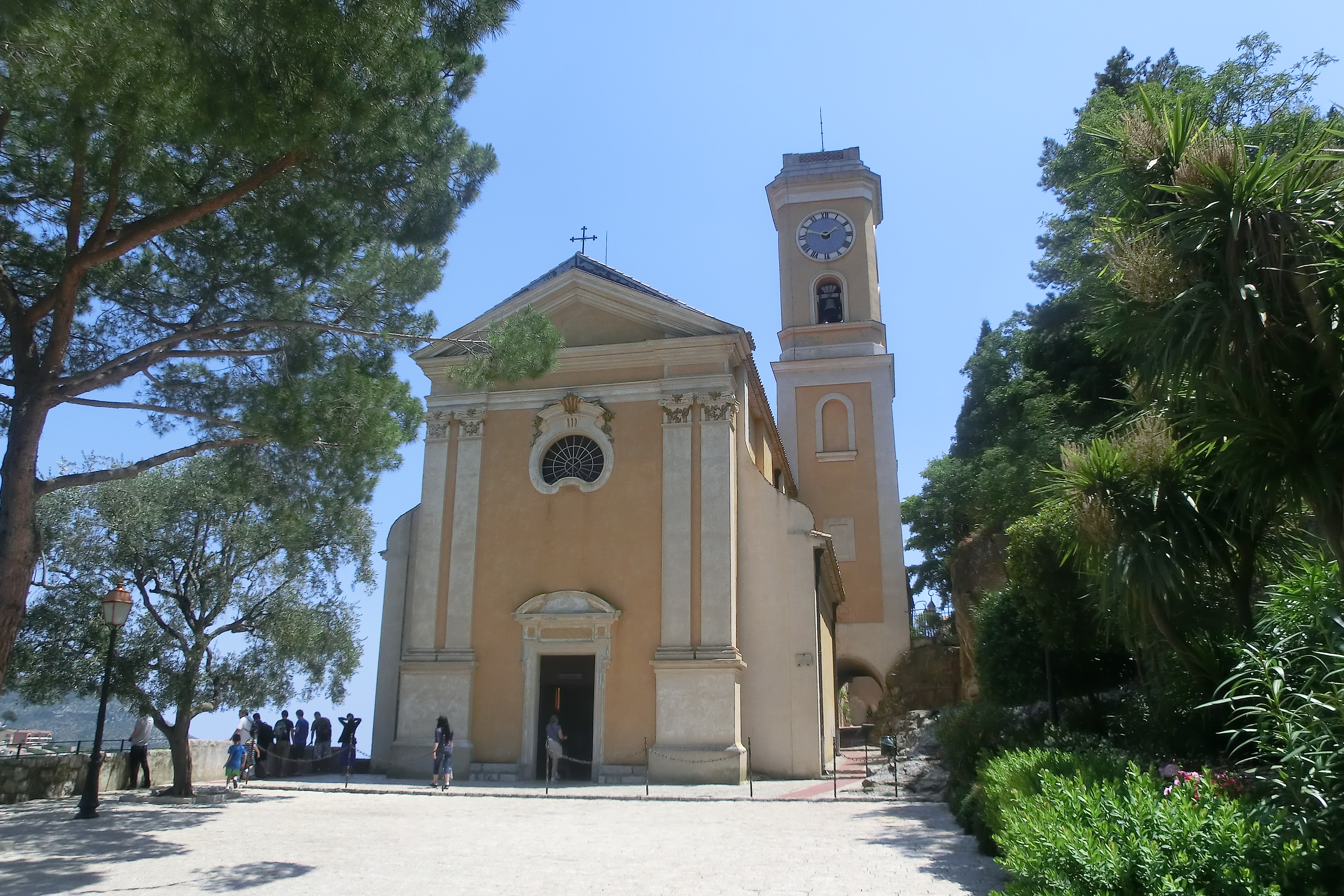
La Chiesa di Nostra Signora dell'Assunzione di Èze
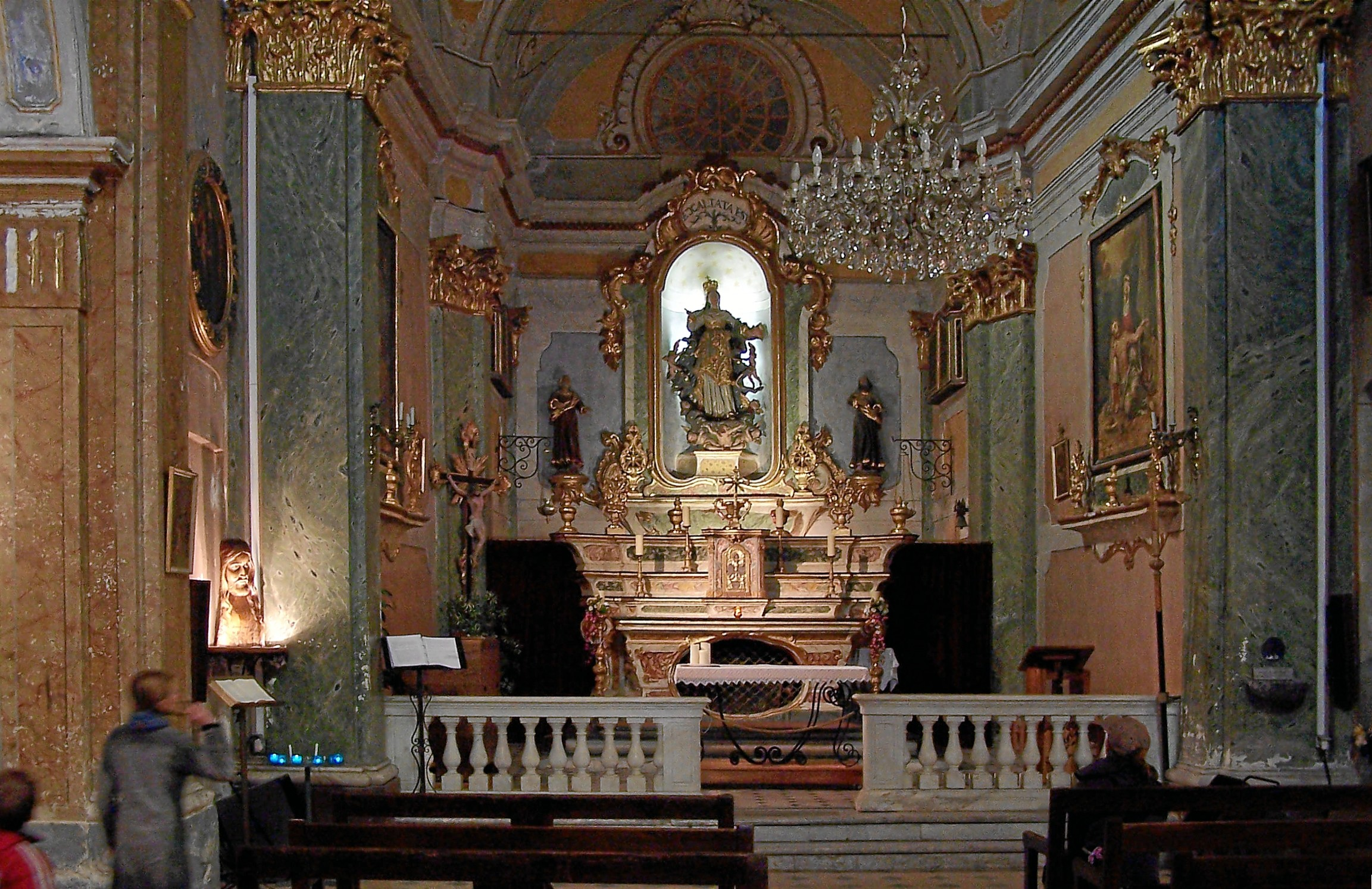
Interno della Chiesa di Nostra Signora dell'Assunzione di Èze
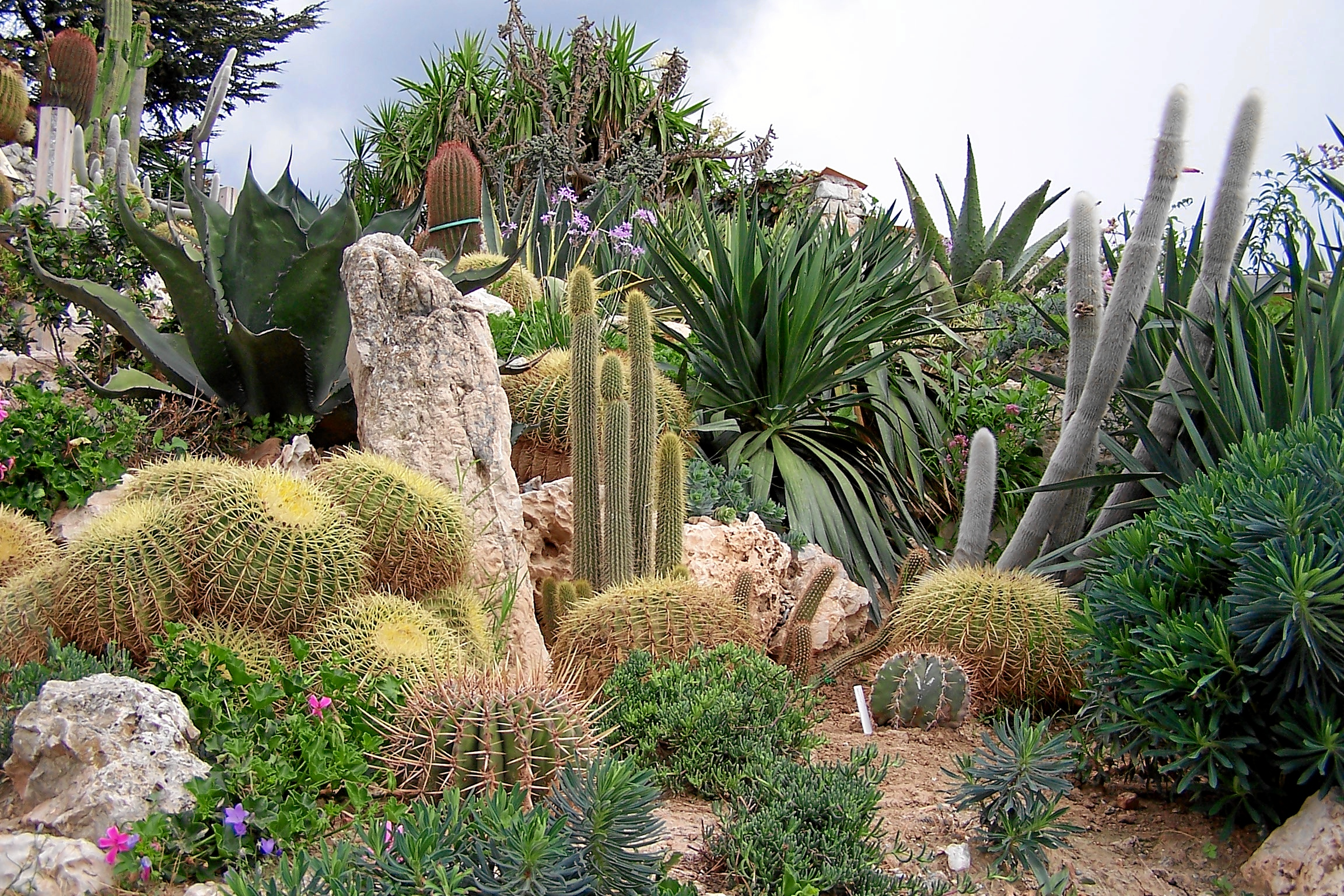
Il giardino esotico del borgo di Èze
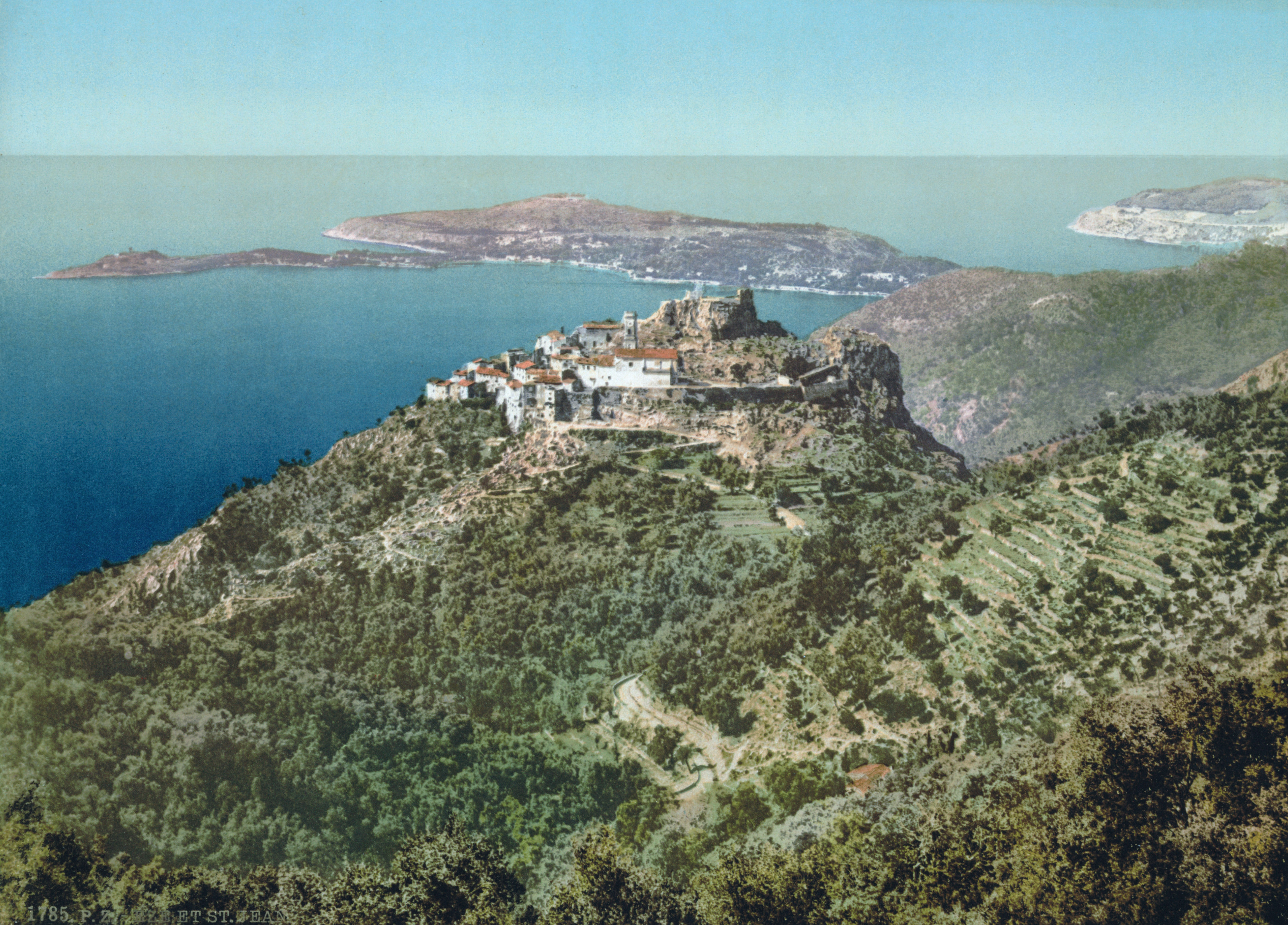
Èze e la baia di Saint-Jean-Cap-Ferrat negli anni 1890
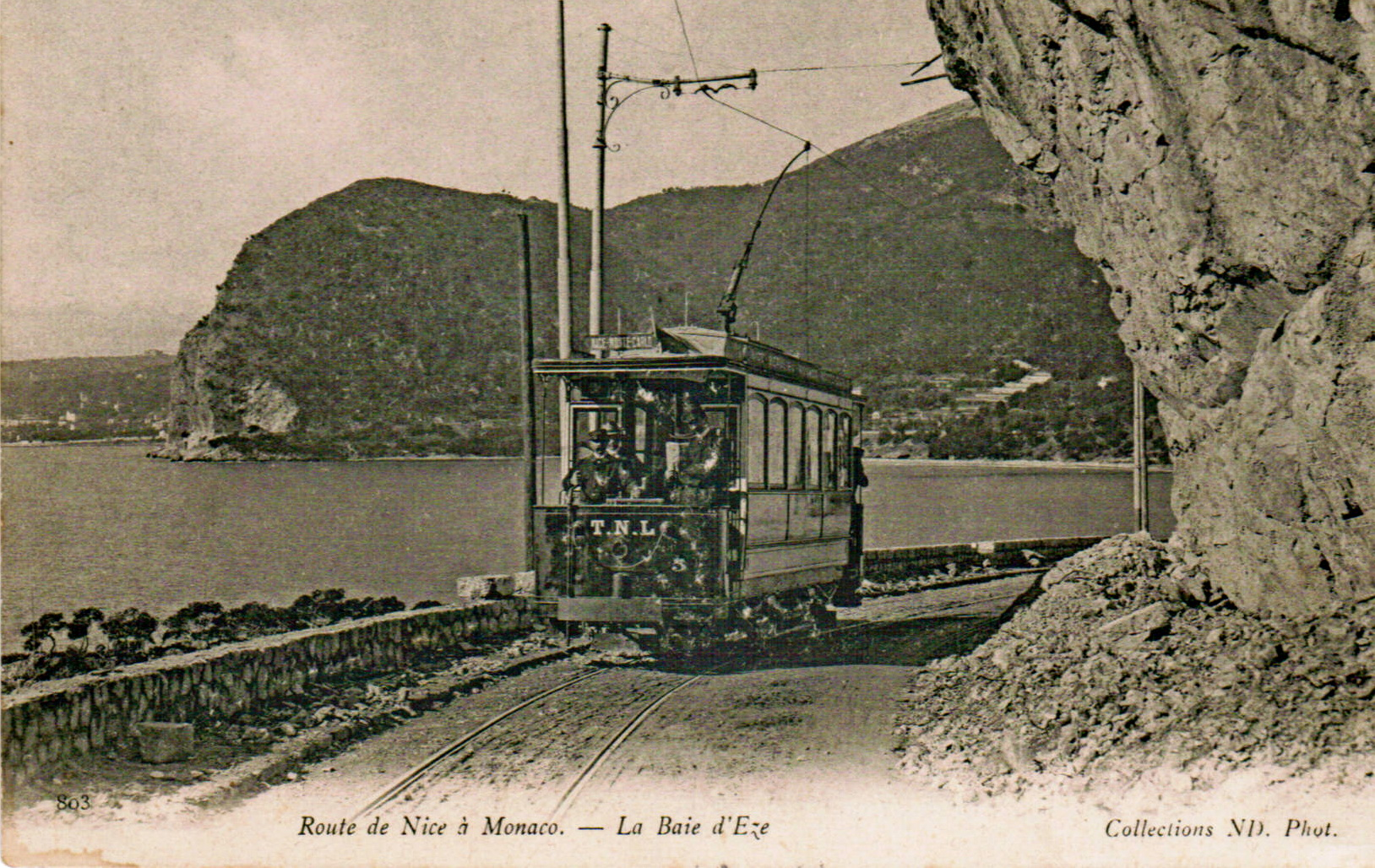
L'antica tranvia di Nizza e del Litorale, che circolava sulla linea dal mare alla Corniche (Cornice), dal 1900 al 1929
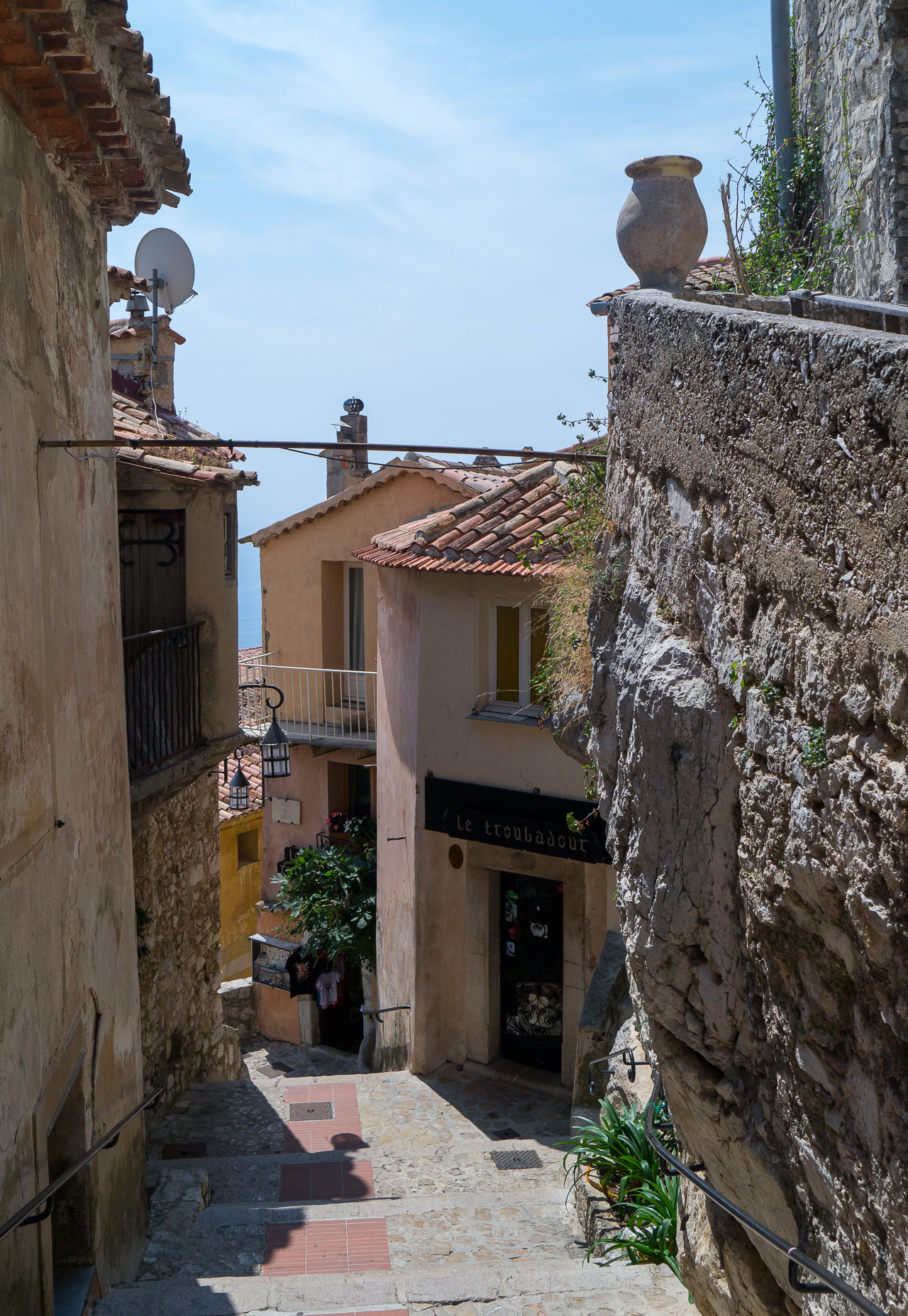
Una stradina pittoresca di Èze-Village
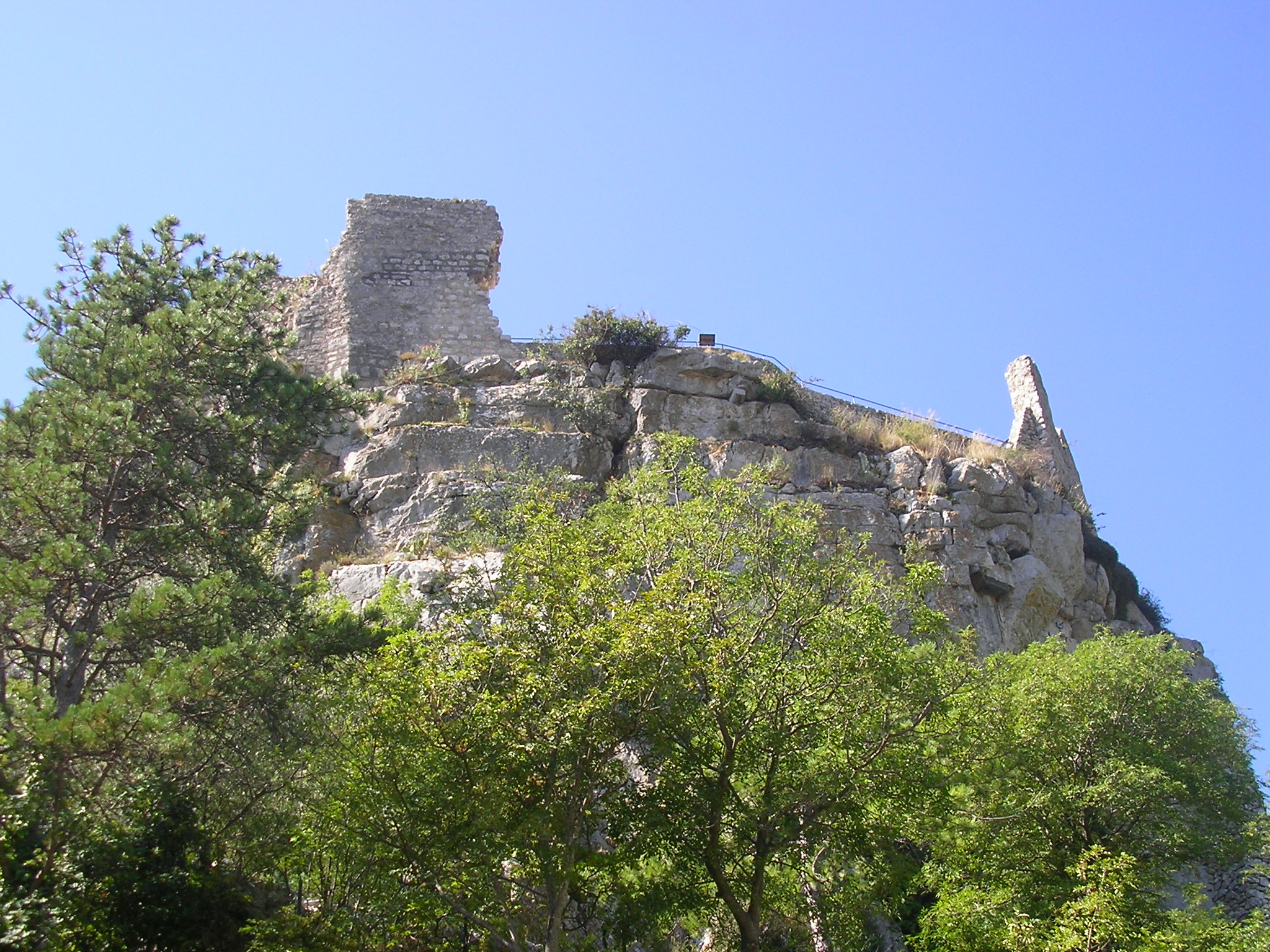
Veduta delle rovine del Castello di Eze
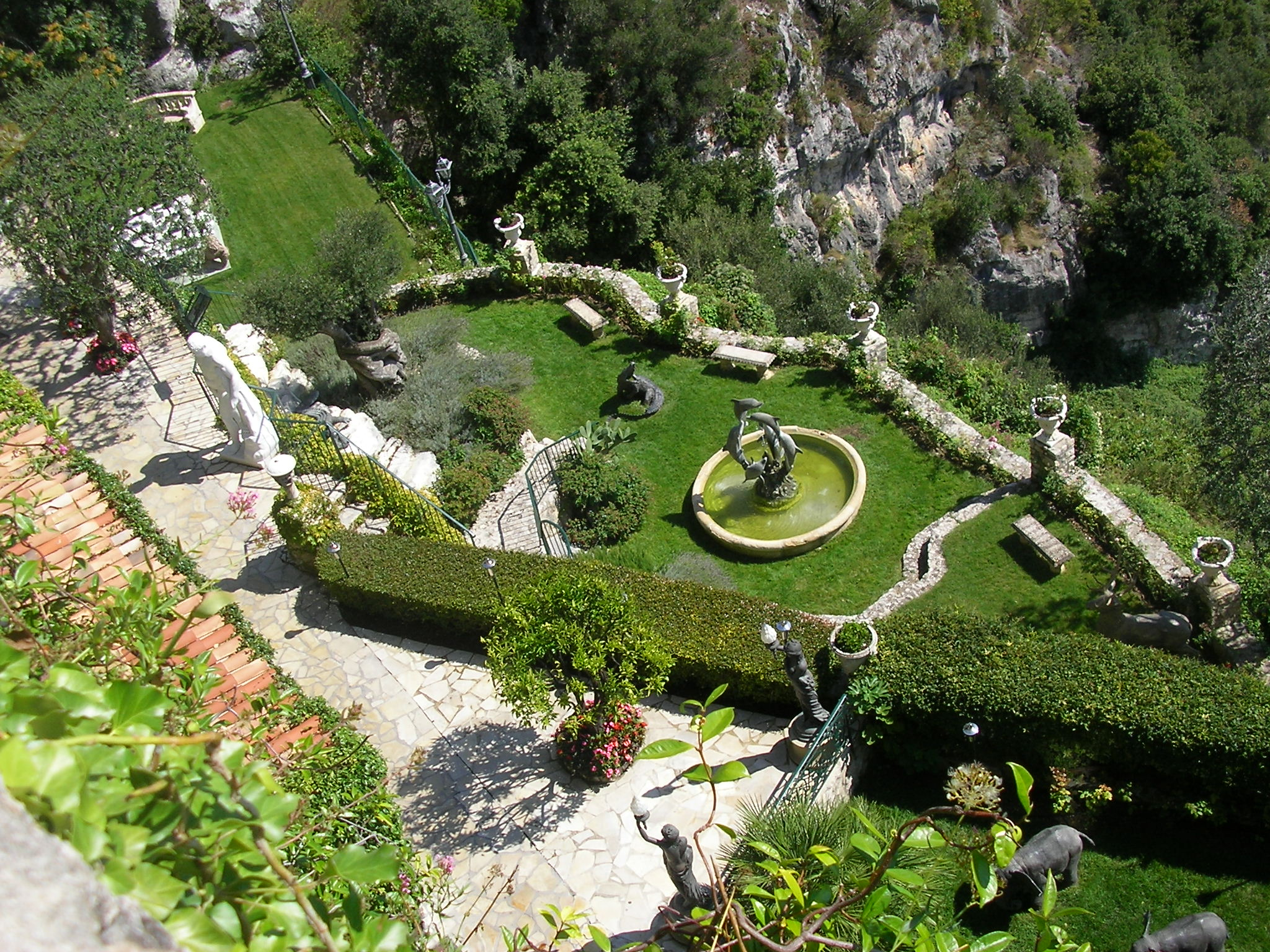
Il parco dello Chateau Chevre d'Or